# Striginae

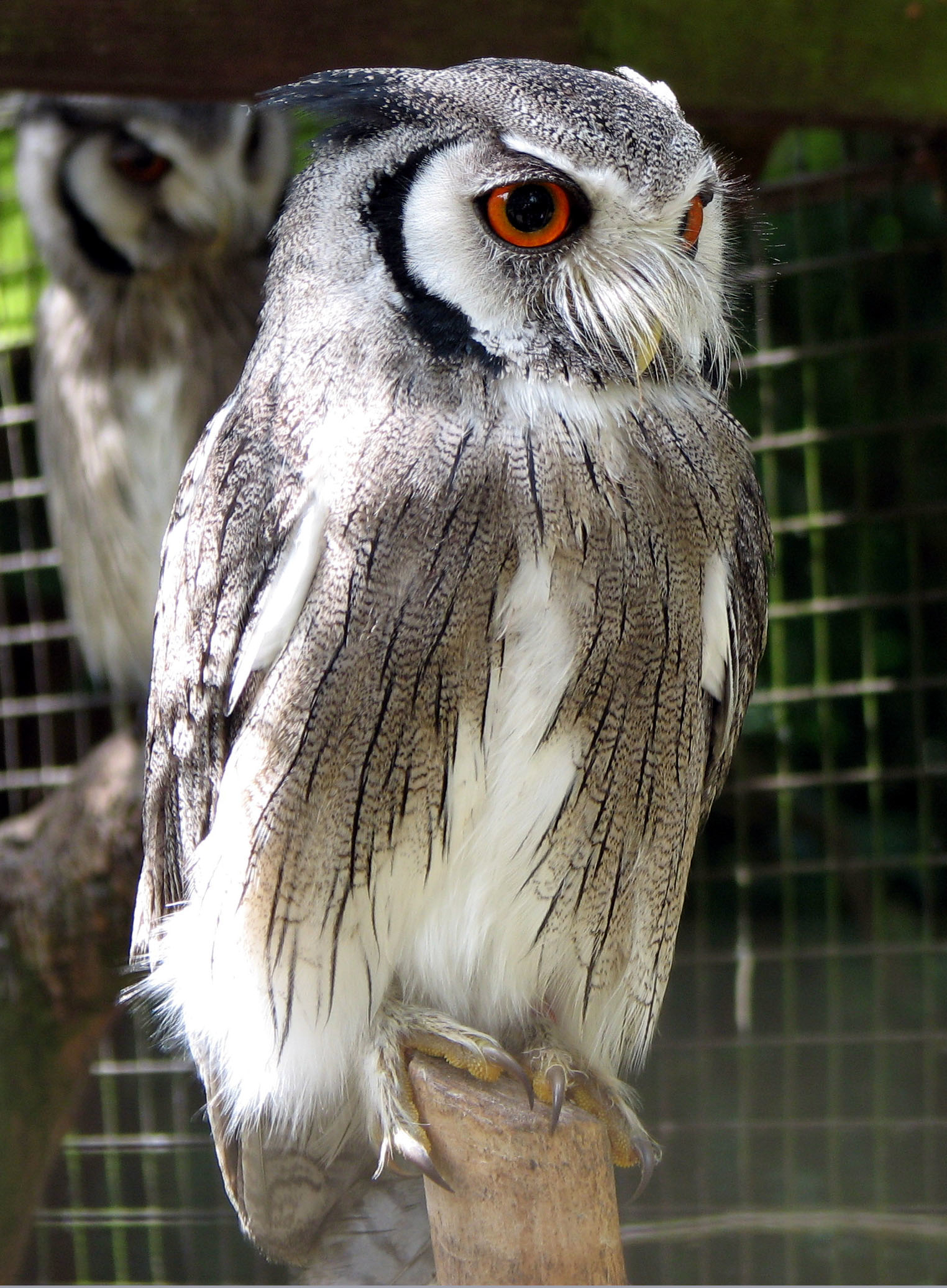
Pamatos füleskuvik (Ptilopsis leucotis)

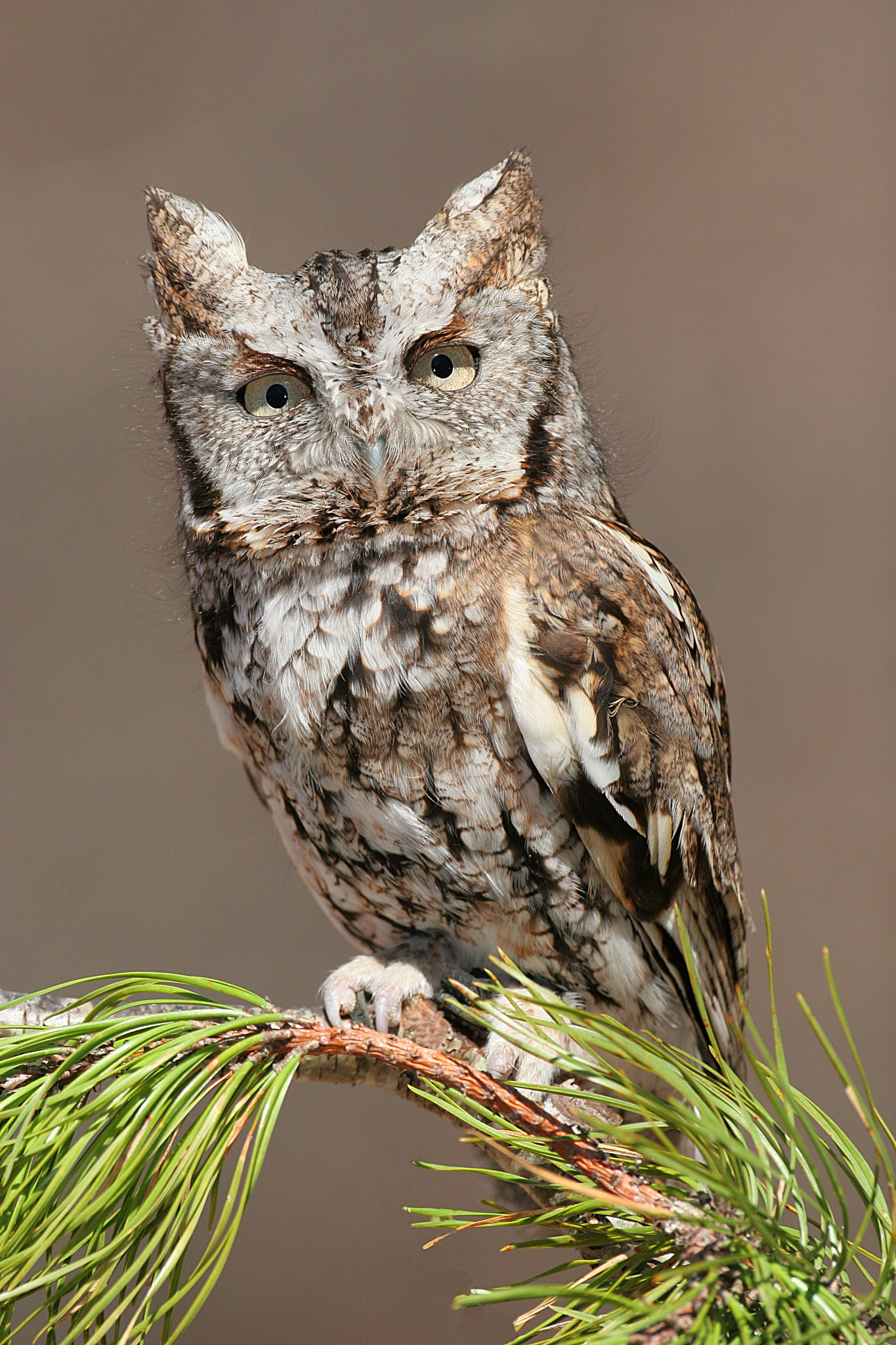
Lármás füleskuvik (Megascops asio)

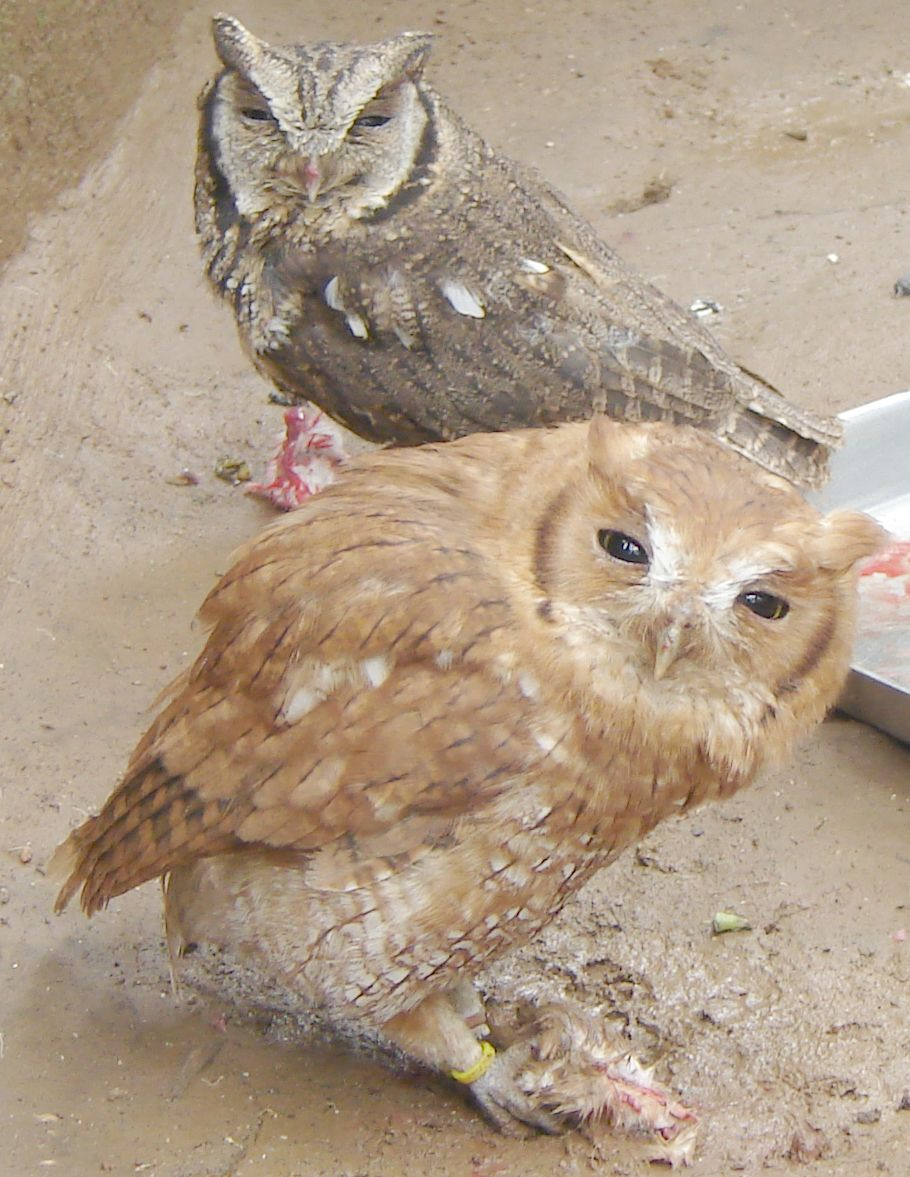
Choliba-füleskuvik (Megascops choliba)

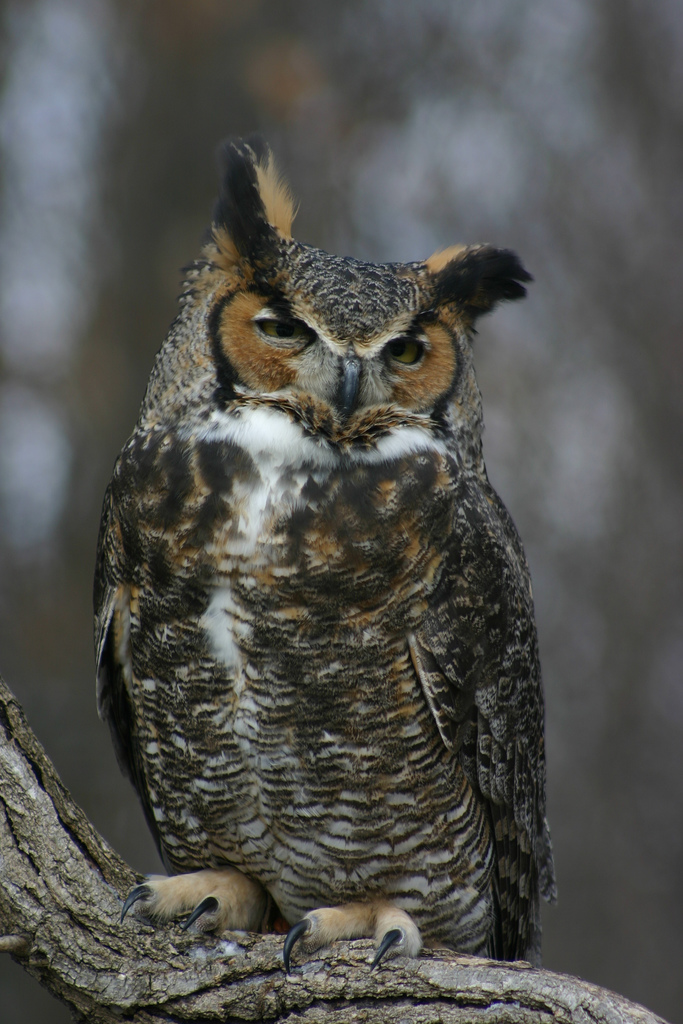
Amerikai uhu (Bubo virginianus)

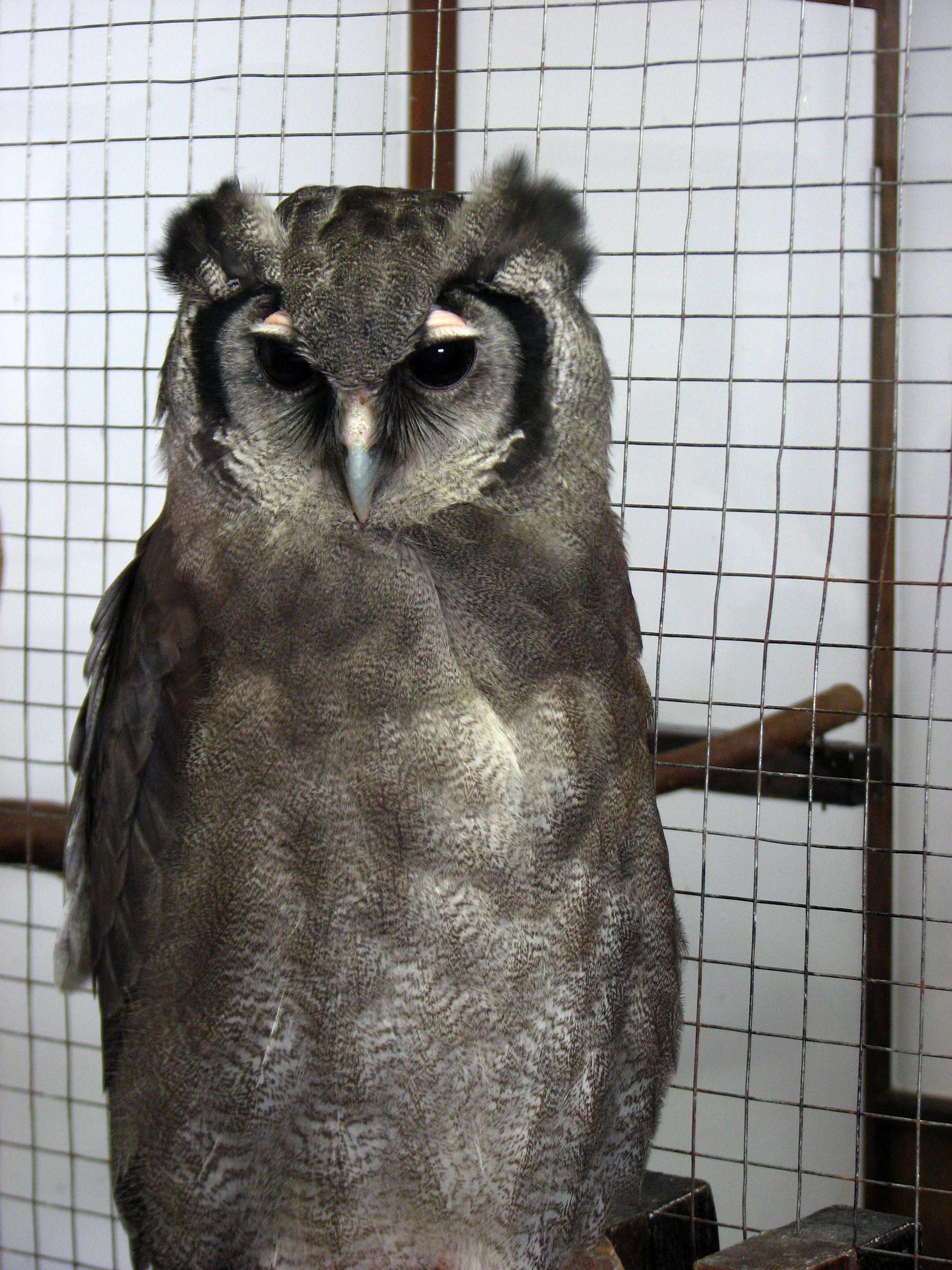
Tejuhu (Bubo lacteus)

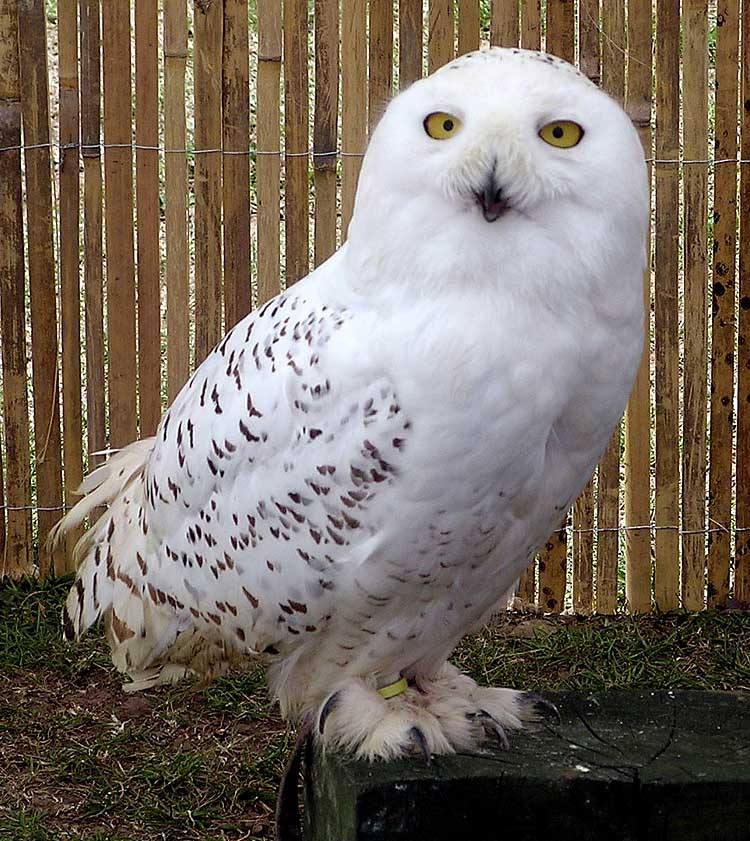
Hóbagoly (Nyctea scandiaca)

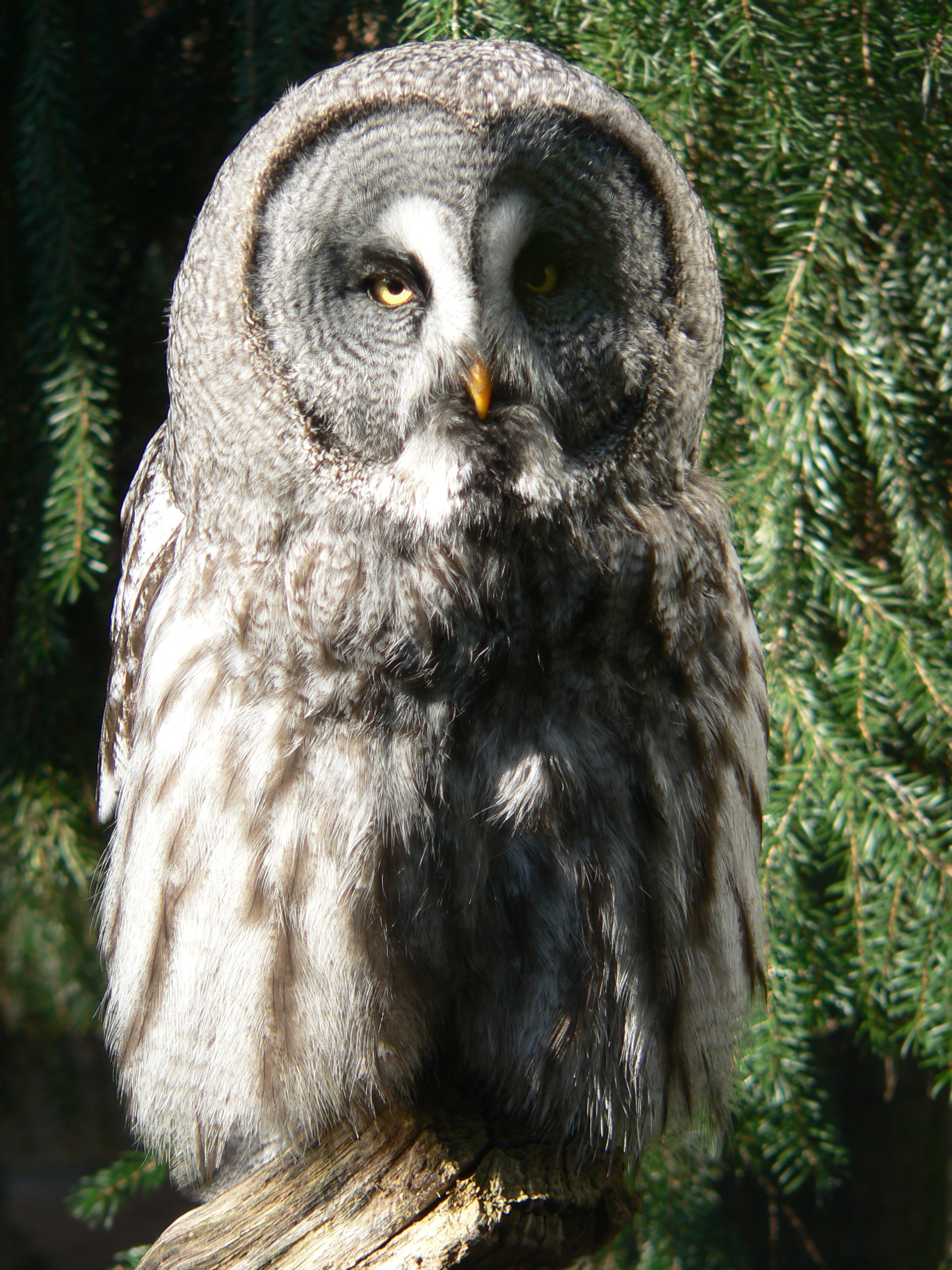
Szakállas bagoly (Strix nebulosa)

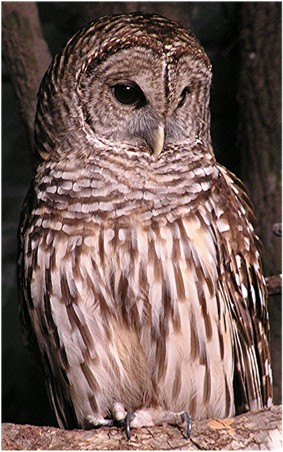
Szalagos bagoly (Strix varia)

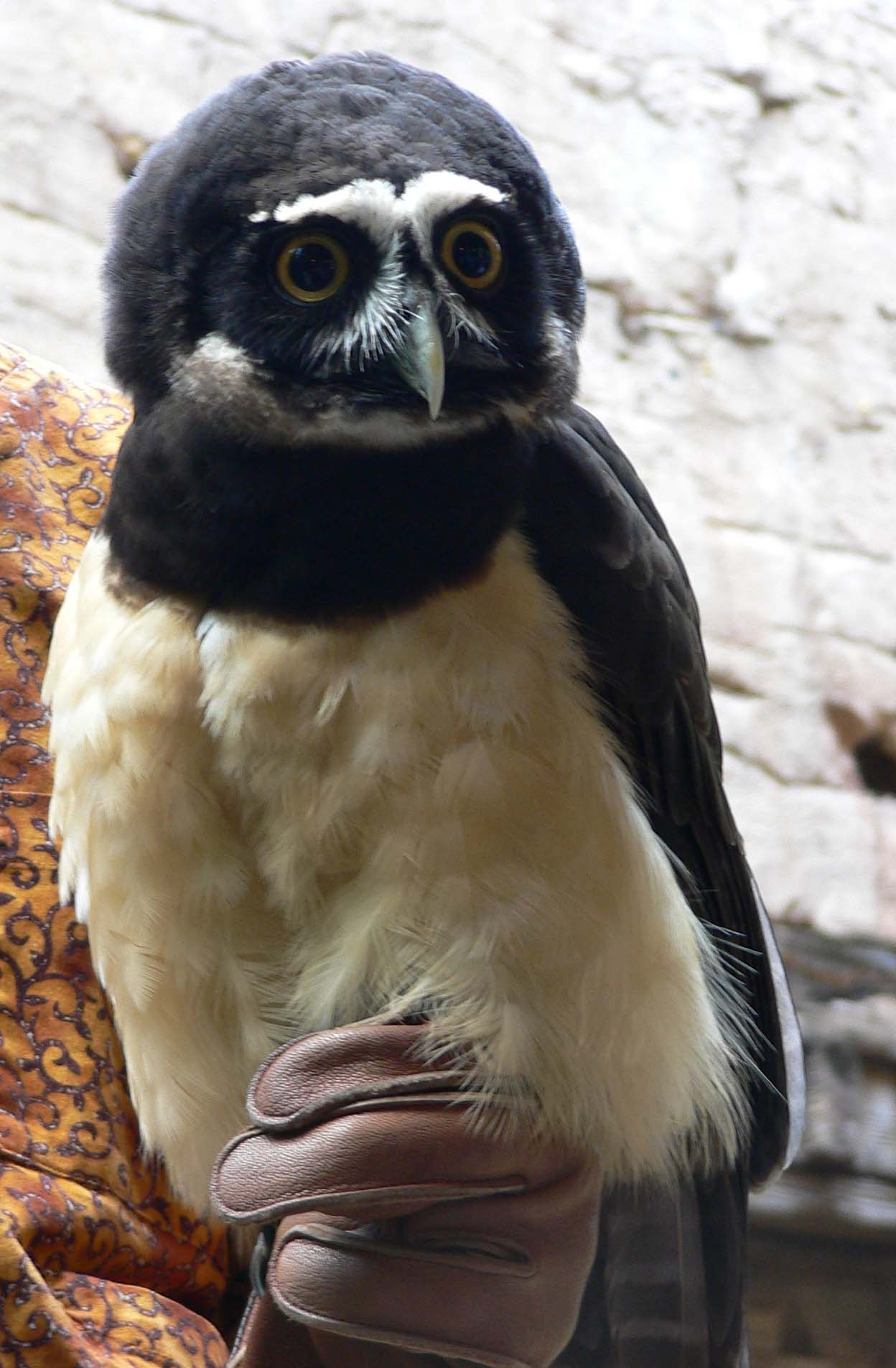
Pápaszemes bagoly (Pulsatrix perspicillata)

A Striginae a madarak osztályának bagolyalakúak (Strigiformes) rendjébe és bagolyfélék (Strigidae) családjába tartozó alcsalád.

## Rendszerezés
Az alcsaládba 14 nem és 128 faj tartozik.
- Megascops (Kaup, 1848) – 30 faj
  - foltos lármáskuvik (Megascops trichopsis)
  - csupaszlábú lármáskuvik (Megascops clarkii)
  - fehértorkú lármáskuvik (Megascops albogularis)
  - trópusi lármáskuvik (Megascops choliba)
  - cseppfoltos lármáskuvik (Megascops barbarus)
  - szavanna-lármáskuvik (Megascops cooperi)
  - oaxacai lármáskuvik (Megascops lambi) - a szavanna-lármáskuvikról leválasztott faj
  - nyugati lármáskuvik (Megascops kennicottii)
  - keleti lármáskuvik (Megascops asio)
  - Balsas-lármáskuvik (Megascops seductus)
  - alaogasi lármáskuvik (Megascops alagoensis) - 2021-ben leírt újonnan felfedezett faj
  - guatemalai lármáskuvik (Megascops guatemalae)
  - chocói lármáskuvik (Megascops centralis) -  a guatemalai lármáskuvikról leválasztott faj
  - roraimai lármáskuvik (Megascops roraimae) -  a guatemalai lármáskuvikról leválasztott faj
  - Rio-Napói lármáskuvik (Megascops napensis)
  - cinóberszínű lármáskuvik (Megascops vermiculatus)
  - Koepcke-lármáskuvik (Megascops koepckeae)
  - Salvin-lármáskuvik (Megascops ingens)
  - kolumbiai lármáskuvik (Megascops colombianus)
  - fahéjszínű lármáskuvik (Megascops petersoni)
  - köderdei lármáskuvik (Megascops marshalli)
  - hegyi lármáskuvik (Megascops hoyi)
  - Xingu-lármáskuvik (Megascops stangiae) - 2021-ben leírt újonnan felfedezett faj
  - bóbitás lármáskuvik (Megascops sanctaecatarinae)
  - Szent Márta-hegységi lármáskuvik (Megascops gilesi) - 2017-ben felfedezett faj
  - perui lármáskuvik (Megascops roboratus)
  - parti lármáskuvik (Megascops pacificus) - a perui lármáskuvikról leválasztott faj
  - Watson-lármáskuvik (Megascops watsonii)
  - homokszínű lármáskuvik (Megascops usta vagy Megascops watsonii usta
  - kucsmás lármáskuvik (Megascops atricapilla)

- Psiloscops (Coues, 1899) – 1 faj
  - vándorkuvik vagy lángvörös füleskuvik (Psiloscops flammeolus) - más néven (Otus flammeolus)

- Gymnasio (Bonaparte, 1854) – 1 faj
  - Puerto Ricó-i füleskuvik (Gymnasio nudipes)

- Margarobyas (Olson & Suarez, 2008) – 1 faj
  - kubai füleskuvik (Margarobyas lawrencii)

- Otus (Pennant, 1769) – 55 faj
  - óriás-füleskuvik (Otus gurneyi vagy Mimizuku gurneyi)
  - fehérképű füleskuvik (Otus sagittatus)
  - vörhenyes füleskuvik (Otus rufescens)
  - szerenádozó füleskuvik (Otus thilohoffmanni)
  - sárgacsőrű füleskuvik (Otus icterorhynchus)
  - Sokoke-füleskuvik (Otus ireneae)
  - andamáni füleskuvik (Otus balli)
  - floresi füleskuvik (Otus alfredi)
  - pettyes füleskuvik (Otus spilocephalus)
  - jávai füleskuvik (Otus angelinae)
  - mindanaói füleskuvik (Otus mirus)
  - luzoni füleskuvik (Otus longicornis)
  - mindorói füleskuvik (Otus mindorensis)
  - São Tomé-i füleskuvik (Otus hartlaubi)
  - Torotoraka füleskuvik (Otus madagascariensis) - a madagaszkári füleskuvikról leválasztott faj
  - madagaszkári füleskuvik (Otus rutilus)
  - Mayotte-füleskuvik (Otus mayottensis) - a madagaszkári füleskuvikról leválasztott faj
  - Gran Comoró-i füleskuvik (Otus pauliani)
  - mohéli füleskuvik (Otus moheliensis)
  - Anjouan-szigeti füleskuvik (Otus capnodes)
  - réunioni füleskuvik (Otus grucheti), korábban (Mascarenotus grucheti) – kihalt
  - rodriguez-szigeti füleskuvik (Otus murivorus), korábban (Mascarenotus murivorus) – kihalt
  - mauritiusi füleskuvik (Otus sauzieri), korábban (Mascarenotus sauzieri) – kihalt
  - pembai füleskuvik (Otus pembaensis)
  - füleskuvik (Otus scops)
  - ciprusi füleskuvik (Otus cyprius) - a füleskuvikról leválasztott faj
  - sivatagi füleskuvik (Otus brucei)
  - arab füleskuvik (Otus pamelae)
  - afrikai füleskuvik (Otus senegalensis)
  - Annobón-szigeti füleskuvik (Otus feae)
  - szokotrai füleskuvik (Otus socotranus)
  - madeirai füleskuvik (Otus mauli) – kihalt a 15. században
  - São Miguel-szigeti füleskuvik (Otus frutuosoi) – kihalt a 15. században
  - keleti füleskuvik (Otus sunia)
  - Rjúkjú-szigeteki füleskuvik (Otus elegans)
  - malukui füleskuvik (Otus magicus)
  - Wetar-szigeti füleskuvik (Otus tempestatis) - malukui füleskuvikról 2014-ben leválasztott faj
  - Sula-szigeteki füleskuvik (Otus sulaensis)
  - Biak-szigeti füleskuvik (Otus beccarii)
  - celebeszi füleskuvik (Otus manadensis)
  - Banggai füleskuvik (Otus mendeni) - a celebeszi füleskuvikról 2021-ben leválasztott faj
  - Siau füleskuvik (Otus siaoensis)
  - Sangihe-szigeti füleskuvik (Otus collari)
  - mantanai füleskuvik (Otus mantananensis)
  - Seychelle-szigeteki füleskuvik (Otus insularis)
  - nikobári füleskuvik (Otus alius)
  - Simeulue-füleskuvik (Otus umbra)
  - Enggano-szigeti füleskuvik (Otus enganensis)
  - mentawai-szigeteki füleskuvik (Otus mentawi)
  - borneói füleskuvik (Otus brookii)
  - hindu füleskuvik (Otus bakkamoena)
  - galléros füleskuvik (Otus lettia)
  - japán füleskuvik (Otus semitorques)
  - szunda-szigeteki füleskuvik (Otus lempiji)
  - Fülöp-szigeteki füleskuvik (Otus megalotis)
  - negrosi füleskuvik (Otus nigrorum)
  - Everett-füleskuvik (Otus everetti)
  - palawani füleskuvik (Otus fuliginosus)
  - szumbawai füleskuvik (Otus silvicola)
  - Rinjani-füleskuvik (Otus jolandae)

- Ptilopsis (Kaup, 1851) – 2 faj
  - pamatos füleskuvik (Ptilopsis leucotis) más néven (Otus leucotis)
  - déli pamatoskuvik (Ptilopsis granti)

- Pyrroglaux (Yamashina, 1938) – 1 faj
  - palaui füleskuvik (Pyrroglaux podargina) más néven (Otus podarginus), vagy (Pyrroglaux podarginus)

- Bubo (Dumeril, 1805) – 17 faj
  - amerikai uhu (Bubo virginianus)
  - Magellán-uhu (Bubo magellanicus)
  - uhu (Bubo bubo)
    - bengál uhu (Bubo bubo bengalensis) egyes rendszerek (Bubo bengalensis) önálló fajként sorolják be.

  - sivatagi uhu (Bubo ascalaphus)
  - fokföldi uhu (Bubo capensis)
  - afrikai uhu (Bubo africanus)
  - Fraser-uhu (Bubo poensis)
  - usambarai uhu (Bubo vosseleri)
  - foltoshasú uhu (Bubo nipalensis)
  - pamatos uhu (Bubo sumatranus)
  - Shelley-uhu (Bubo shelleyi)
  - Verreaux-uhu vagy tejuhu (Bubo lacteus)
  - koromandel uhu (Bubo coromandus)
  - Akun-uhu (Bubo leucostictus)
  - Fülöp-szigeteki uhu (Bubo philippensis)
  - száhel-uhu (Bubo cinerascens)
  - hóbagoly (Bubo scandiacus vagy Nyctea scandiaca)

- Ketupa (Lesson, 1830) – 4 faj
  - óriás-halászbagoly (Ketupa blakistoni) más néven (Bubo blakistoni)
  - barna halászbagoly (Ketupa zeylonensis) más néven (Bubo zeylonensis)
  - himalájai halászbagoly (Ketupa flavipes) más néven (Bubo flavipes)
  - szundai halászbagoly (Ketupa ketupu) (Bubo ketupu)

- Scotopelia (Bonaparte, 1850) – 3 faj
  - afrikai halászbagoly (Scotopelia peli)
  - vöröshátú halászbagoly (Scotopelia ussheri)
  - márványos halászbagoly (Scotopelia bouvieri)

- Strix (Linnaeus, 1758) – 15 faj
  - szalagos bagoly (Strix varia)
  - nyugati erdeibagoly (Strix occidentalis)
  - szakállas bagoly (Strix nebulosa)
  - pettyes bagoly (Strix seloputo)
  - mangóbagoly (Strix ocellata)
  - maláj erdeibagoly (Strix leptogrammica)
    - himalájai erdeibagoly (Strix leptogrammica newarensis)

  - macskabagoly (Strix aluco)
  - sivatagi bagoly (Strix butleri)
  - guatemalai sárgabagoly (Strix fulvescens)
  - brazil erdeibagoly (Strix hylophila)
  - vöröslábú bagoly (Strix rufipes)
  - uráli bagoly (Strix uralensis)
  - szecsuani erdeibagoly (Strix davidi)
  - afrikai erdeibagoly (Strix woodfordii)
  - Chaco-bagoly (Strix chacoensis)

- Ciccaba (Wagler, 1832) – 4 faj
  - zebrabagoly (Ciccaba nigrolineata) más néven (Strix nigrolineata)
  - dél-amerikai zebrabagoly (Ciccaba huhula) más néven (Strix huhula)
  - andesi bagoly (Ciccaba albitarsus) - szinonimája: Strix albitarsis
  - pettyegetett bagoly (Ciccaba virgata) más néven (Strix virgata)

- Jubula (Bates, 1929) – 1 faj
  - sörényes bagoly (Jubula lettii)

- Lophostrix (Lesson, 1836) – 1 faj
  - bóbitásbagoly (Lophostrix cristata)

- Pulsatrix (Kaup, 1848) – 4 faj
  - pápaszemes bagoly (Pulsatrix perspicillata)
  - rövidhomlokú bagoly (Pulsatrix pulsatrix)
  - nyakkendős bagoly (Pulsatrix melanota)
  - sárgásbarna bagoly (Pulsatrix koeniswaldiana)